# Fotbal Jevišovice
Fotbal Jevišovice je český fotbalový klub, který sídlí v Jevišovicích na Znojemsku v Jihomoravském kraji. Založen byl roku 1939. Od sezony 2013/14 hrál Přebor Jihomoravského kraje, v ročníku 2015/16 však sestoupil a přihlásil se o dvě soutěže níže do I. B třídy Jihomoravského kraje (7. nejvyšší soutěž).
Největším úspěchem oddílu je účast v nejvyšší krajské soutěži v ročnících 2013/14, 2014/15 a 2015/16.

## Historické názvy
Zdroj: 
- 1939 – Sokol Jevišovice
- 1953 – DSO Sokol Jevišovice (Dobrovolná sportovní organisace Sokol Jevišovice)
- 195? – TJ Sokol Jevišovice (Tělovýchovná jednota Sokol Jevišovice)
- 1999 – Fotbal Jevišovice (Fotbal Jevišovice)
- 2017 – Fotbal Jevišovice, z. s. (Fotbal Jevišovice, zapsaný spolek)

## Stručná historie kopané v Jevišovicích
V počátcích jevišovické kopané se tato v okolí hrála organizovaně jen ve Znojmě a Únanově. Od roku 1941 se několik let hrálo mezi mužstvy Jevišovic, Mikulovic, Višňového a Horních Dunajovic o „Truhlářův pohár“. Aktivita jevišovických fotbalistů nezůstala utajena a tak se oddíl kopané musel přihlásit do BZMŽF (Bradova Západomoravská župa footballová). Prvním a dlouholetým kapitánem byl ing. Karel Kapinus. Až do konce 20. století se mužstvo pohybovalo výhradně na okresní úrovni, vítězstvím v Okresním přeboru Znojemska v sezoně 1999/00 se poprvé ve své historii probojovalo do župních (krajských) soutěží. Po okamžitém vítězství v I. B třídě – sk. C (2000/01) přišlo 12 sezon v I. A třídě – sk. A, vítězstvím v sezoně 2012/13 klub zaznamenal historický postup do nejvyšší jihomoravské soutěže. Od sezony 2016/17 je poprvé po 15 letech účastníkem I. B třídy.

## Zajímavosti
V sezoně 2013/14 proměnil brankář jevišovického A-mužstva Tomáš Šebela 7 pokutových kopů, čímž byl po Michaelu Kráčmanovi s osmi brankami a spolu s dalšími sedmigólovými střelci Michalem Bendou a Liborem Rožnovským druhým nejlepším střelcem mužstva v jihomoravském krajském přeboru. Od podzimu 2014 hostuje v divizních Tasovicích.

## Zázemí klubu
První sokolské hřiště bylo vybudováno v Jevišovicích v letech 1924–1925, nacházelo se v místech dnešního starého hřiště na Znojemské ulici a mělo rozměr 50×25 metrů. Vedení Sokola zakázalo na tomto hřišti hrát fotbal. Velkým iniciátorem a propagátorem kopané byl Ladislav Audy, který chtěl později postavit hřiště „u Zádušky“ na katastru obce Černín, s vedením obce se však nedohodl. První fotbalové hřiště o rozměrech 90×36 metrů vzniklo za druhé světové války ze sokolského cvičiště, což souviselo se zákazem Sokola za Protektorátu Čechy a Morava.
Součástí současného sportovního areálu jsou dva kurty na plážový volejbal, víceúčelové hřiště s umělým povrchem na tenis, nohejbal, volejbal, fotbal, florbal, basketbal a posilovna. Největší část sportovního areálu tvoří fotbalové hřiště s umělou trávou III. generace, osvětlením a kompletním zázemím. Celý sportovní areál (včetně WC) je bezbariérový, v areálu je i volně přístupné Wi-Fi připojení. Fotbalové hřiště má rozměry 100×55 metrů.

## Umístění v jednotlivých sezonách
Stručný přehled
Zdroj: 
- 1999–2000: Okresní přebor Znojemska
- 2000–2001: I. B třída Jihomoravské župy – sk. C
- 2001–2002: I. A třída Jihomoravské župy – sk. A
- 2002–2013: I. A třída Jihomoravského kraje – sk. A
- 2013–2016: Přebor Jihomoravského kraje
- 2016– : I. B třída Jihomoravského kraje – sk. B

Jednotlivé ročníky
Zdroj: 
Legenda: Z – zápasy, V – výhry, R – remízy, P – porážky, VG – vstřelené góly, OG – obdržené góly, +/− – rozdíl skóre, B – body, červené podbarvení – sestup, zelené podbarvení – postup, fialové podbarvení – reorganizace, změna skupiny či soutěže
| Česko (1999 – ) |                                         |        |    |    |   |    |    |     |     |    |        |
| Sezóny          | Liga                                    | Úroveň | Z  | V  | R | P  | VG | OG  | +/− | B  | Pozice |
| 1999/00         | Okresní přebor Znojemska                | 8      | 26 | 20 | 5 | 1  | 84 | 26  | +58 | 65 | 1.     |
| 2000/01         | I. B třída Jihomoravské župy – sk. C    | 7      | 25 | 19 | 2 | 4  | 65 | 25  | +40 | 59 | 1.     |
| 2001/02         | I. A třída Jihomoravské župy – sk. A    | 6      | 26 | 14 | 4 | 8  | 59 | 43  | +16 | 46 | 4.     |
| 2002/03         | I. A třída Jihomoravského kraje – sk. A | 6      | 26 | 11 | 6 | 9  | 50 | 37  | +13 | 39 | 4.     |
| 2003/04         | I. A třída Jihomoravského kraje – sk. A | 6      | 26 | 8  | 2 | 16 | 41 | 64  | −23 | 26 | 12.    |
| 2004/05         | I. A třída Jihomoravského kraje – sk. A | 6      | 26 | 12 | 8 | 6  | 43 | 26  | +17 | 44 | 5.     |
| 2005/06         | I. A třída Jihomoravského kraje – sk. A | 6      | 26 | 14 | 4 | 8  | 47 | 24  | +23 | 46 | 3.     |
| 2006/07         | I. A třída Jihomoravského kraje – sk. A | 6      | 26 | 12 | 7 | 7  | 49 | 30  | +19 | 43 | 3.     |
| 2007/08         | I. A třída Jihomoravského kraje – sk. A | 6      | 24 | 10 | 8 | 6  | 42 | 36  | +6  | 38 | 4.     |
| 2008/09         | I. A třída Jihomoravského kraje – sk. A | 6      | 26 | 8  | 3 | 15 | 31 | 40  | −9  | 27 | 11.    |
| 2009/10         | I. A třída Jihomoravského kraje – sk. A | 6      | 26 | 13 | 1 | 12 | 37 | 40  | −3  | 40 | 5.     |
| 2010/11         | I. A třída Jihomoravského kraje – sk. A | 6      | 26 | 7  | 6 | 13 | 28 | 39  | −11 | 27 | 12.    |
| 2011/12         | I. A třída Jihomoravského kraje – sk. A | 6      | 26 | 10 | 5 | 11 | 33 | 37  | −4  | 35 | 9.     |
| 2012/13         | I. A třída Jihomoravského kraje – sk. A | 6      | 26 | 15 | 6 | 5  | 59 | 27  | +32 | 51 | 1.     |
| 2013/14         | Přebor Jihomoravského kraje             | 5      | 30 | 14 | 7 | 9  | 53 | 38  | +15 | 49 | 5.     |
| 2014/15         | Přebor Jihomoravského kraje             | 5      | 30 | 7  | 6 | 17 | 40 | 68  | −28 | 27 | 14.    |
| 2015/16         | Přebor Jihomoravského kraje             | 5      | 32 | 1  | 3 | 28 | 28 | 124 | −96 | 6  | 17.    |
| 2016/17         | I. B třída Jihomoravského kraje – sk. B | 7      | 24 | 8  | 7 | 9  | 59 | 61  | −2  | 31 | 7.     |
| 2017/18         | I. B třída Jihomoravského kraje – sk. B | 7      | 26 | 9  | 8 | 9  | 44 | 42  | +2  | 35 | 7.     |
| 2018/19         | I. B třída Jihomoravského kraje – sk. B | 7      | 26 | 7  | 3 | 16 | 31 | 64  | −33 | 24 | 12.    |
| 2018/19         | I. B třída Jihomoravského kraje – sk. B | 7      |    |    |   |    |    |     |     |    |        |

Poznámky:
- 2000/01: Chybí výsledek 26. kola Třešť – Jevišovice.[17]

## Fotbal Jevišovice „B“
Fotbal Jevišovice „B“ je rezervním mužstvem Jevišovic, které se pohybuje v okresních soutěžích. V sezoně 2018/19 hrál Okresní přebor Znojemska (8. nejvyšší soutěž), ihned ovšem sestoupil.

### Umístění v jednotlivých sezonách
Stručný přehled
Zdroj: 
- 2002–2003: Okresní soutěž Znojemska – sk. B
- 2003–2004: Okresní soutěž Znojemska – sk. A
- 2004–2006: bez soutěže
- 2006–2007: Základní třída Znojemska – sk. A
- 2007–2018: Okresní soutěž Znojemska – sk. A
- 2018–2019: Okresní přebor Znojemska
- 2019– : Okresní soutěž Znojemska – sk. A

Jednotlivé ročníky
Zdroj: 
Legenda: Z – zápasy, V – výhry, R – remízy, P – porážky, VG – vstřelené góly, OG – obdržené góly, +/− – rozdíl skóre, B – body, červené podbarvení – sestup, zelené podbarvení – postup, fialové podbarvení – reorganizace, změna skupiny či soutěže
| Česko (2002 – )                                                 |                                  |        |    |    |   |    |     |    |      |    |        |
| Sezóny                                                          | Liga                             | Úroveň | Z  | V  | R | P  | VG  | OG | +/−  | B  | Pozice |
| 2002/03                                                         | Okresní soutěž Znojemska – sk. B | 9      | 26 | 11 | 6 | 9  | 50  | 47 | +3   | 39 | 5.     |
| 2003/04                                                         | Okresní soutěž Znojemska – sk. A | 9      | 26 | 14 | 3 | 9  | 62  | 49 | +13  | 45 | 4.     |
| V letech 2004–2006 nebylo B-mužstvo přihlášeno v žádné soutěži. |                                  |        |    |    |   |    |     |    |      |    |        |
| 2006/07                                                         | Základní třída Znojemska – sk. A | 10     | 24 | 20 | 1 | 3  | 130 | 25 | +105 | 61 | 1.     |
| 2007/08                                                         | Okresní soutěž Znojemska – sk. A | 9      | 26 | 11 | 6 | 9  | 51  | 46 | +5   | 39 | 8.     |
| 2008/09                                                         | Okresní soutěž Znojemska – sk. A | 9      | 26 | 10 | 5 | 11 | 50  | 63 | −13  | 35 | 8.     |
| 2009/10                                                         | Okresní soutěž Znojemska – sk. A | 9      | 26 | 15 | 6 | 5  | 58  | 44 | +14  | 51 | 4.     |
| 2010/11                                                         | Okresní soutěž Znojemska – sk. A | 9      | 26 | 14 | 4 | 8  | 56  | 33 | +23  | 46 | 4.     |
| 2011/12                                                         | Okresní soutěž Znojemska – sk. A | 9      | 26 | 11 | 2 | 13 | 50  | 50 | 0    | 35 | 9.     |
| 2012/13                                                         | Okresní soutěž Znojemska – sk. A | 9      | 26 | 8  | 7 | 11 | 71  | 65 | +6   | 31 | 9.     |
| 2013/14                                                         | Okresní soutěž Znojemska – sk. A | 9      | 26 | 16 | 7 | 3  | 84  | 53 | +31  | 55 | 3.     |
| 2014/15                                                         | Okresní soutěž Znojemska – sk. A | 9      | 26 | 16 | 5 | 5  | 80  | 41 | +39  | 53 | 3.     |
| 2015/16                                                         | Okresní soutěž Znojemska – sk. A | 9      | 26 | 13 | 7 | 6  | 75  | 46 | +29  | 46 | 5.     |
| 2016/17                                                         | Okresní soutěž Znojemska – sk. A | 9      | 26 | 14 | 2 | 10 | 71  | 59 | +12  | 44 | 5.     |
| 2017/18                                                         | Okresní soutěž Znojemska – sk. A | 9      | 26 | 12 | 4 | 10 | 78  | 56 | +22  | 40 | 6.     |
| 2018/19                                                         | Okresní přebor Znojemska         | 8      | 26 | 2  | 5 | 19 | 36  | 78 | −42  | 11 | 14.    |
| 2019/20                                                         | Okresní soutěž Znojemska – sk. A | 9      |    |    |   |    |     |    |      |    |        |